# The School - Rong rian puan - Kuan nak rian saep
The School - Rong rian puan - Kuan nak rian saep (The School โรงเรียนป่วน ก๊วนนักเรียนแสบ; titolo internazionale The School) è una serie televisiva thailandese andata in onda dall'11 luglio al 16 agosto 2015 su Channel 9 MCOT HD. Composta da dieci episodi, buona parte del cast proviene da Love Sick - The Series: Freshy Camp, un programma televisivo volto a trovare nuovi interpreti per la seconda stagione della serie Love Sick: The Series - Rak wun wai run saep; recitano inoltre alcuni attori già presenti in quest'ultima.

## Personaggi e interpreti
Ogni personaggio prende nome dallo pseudonimo usato dal proprio interprete.

### Principali
- Karn, interpretato da Kasidej Hongladaromp "Karn".
- Fifa, interpretato da Premanan Sripanich "Fifa".
- Benz, interpretata da Natthida Trichaiya "Benz".
- Jane, interpretata da Ramida Jiranorraphat "Jane".
- Palm, interpretato da Vittawat Tichawanich "Palm".
- Aom, interpretata da Kankamon Noppha "Aom".
- Toptap, interpretato da Jirakit Kuariyakul "Toptap".
- Kim, interpretato da Warodom Khemmonta "Kim".
- Puaen, interpretata da Nuchanart Veerakaarn "Puaen".

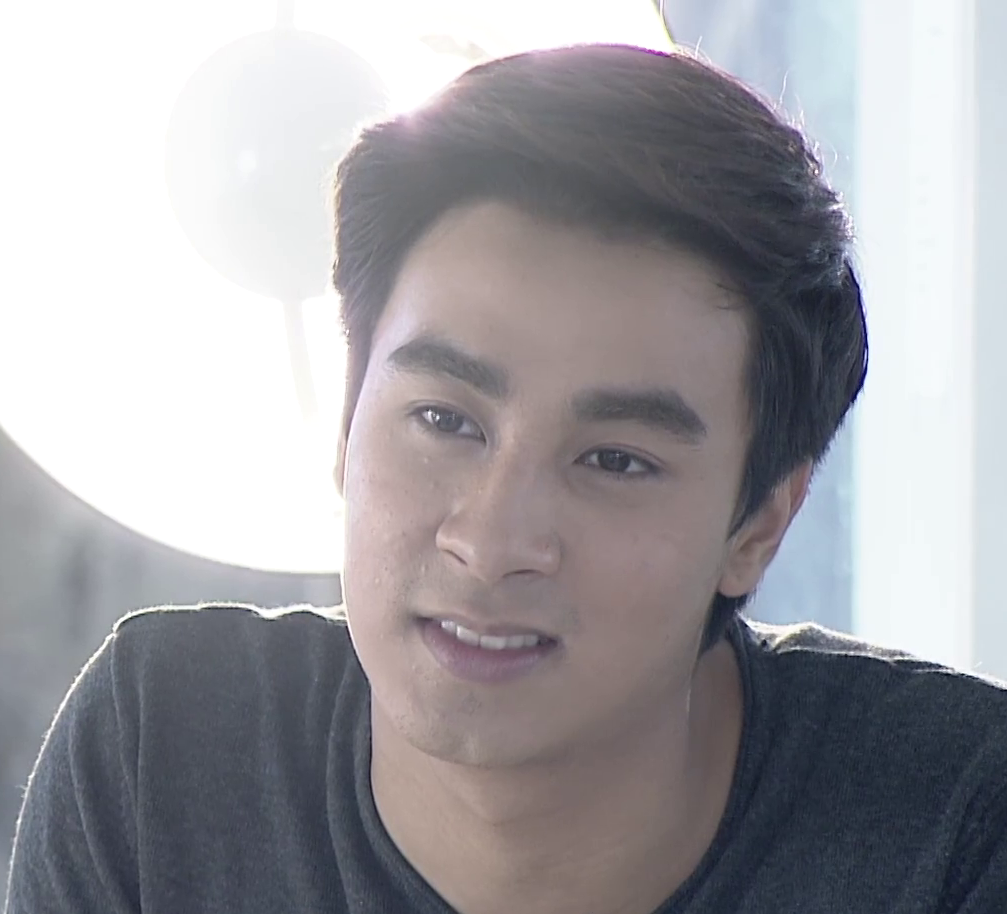
Premanan Sripanich
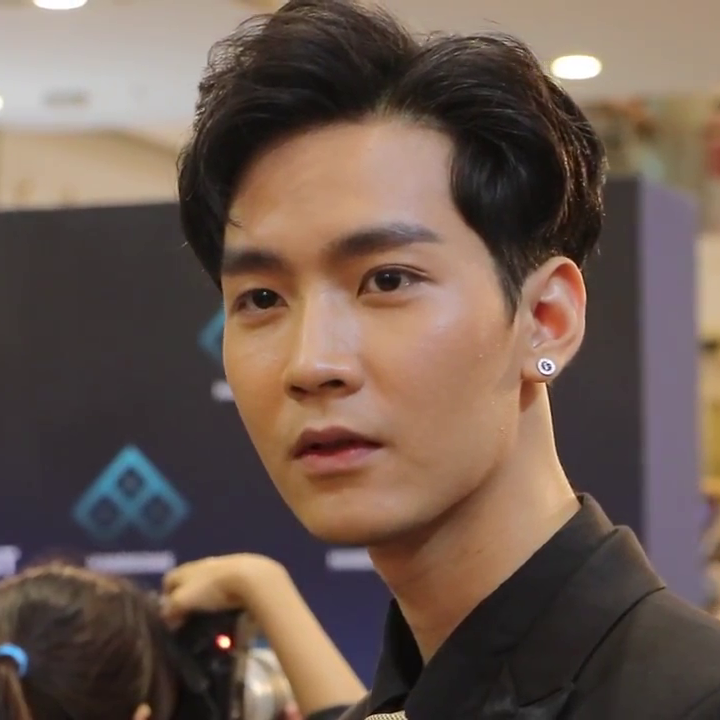
Warodom Khemmonta

## Episodi
| Stagione       | Episodi | Prima TV |
| -------------- | ------- | -------- |
| Prima stagione | 10      | 2015     |